# Попов, Эдуард Викторович
Попов Эдуард Викторович (05.01.1940 — 19.10.2015) — советский и российский ученый в области информатики и искусственного интеллекта, доктор технических наук, профессор, действительный член Российской академии естественных наук.

## Общие сведения
Попов Эдуард Викторович является одним из основоположников искусственного интеллекта в СССР и России. Именно при его жизни и благодаря его трудам происходило становление и развитие искусственного интеллекта в качестве стратегической отрасли отечественной науки в целом. С именем Э. В. Попова связаны прорыв в компьютерном понимании естественного русского языка (система ПОЭТ), создание передовых отечественных экспертных систем (ЭКСПЕРТ, ЭКО, К-ЭКО), разработка систем интеллектуального имитационного моделирования.
Эдуард Викторович занимался проблемой взаимовлияния отдельных направлений искусственного интеллекта с компьютерной лингвистикой, робототехникой и программной инженерией.
Именно Эдуард Викторович стоял у истоков новой научно-практической области на стыке искусственного интеллекта, инженерных наук, теории организаций и моделирования бизнес-процессов, которая позднее получила название «Инжиниринг бизнеса» («Инжиниринг предприятий»). За свою жизнь он издал множество научных монографий, которые остаются актуальными и по сей день.

## Биография
Дата рождения — 5 января 1940 г. Место — Ленинград. Детство прошло в блокадном городе вместе с матерью. В 1957 году окончил среднюю школу с серебряной медалью, а затем Э. В. Попов поступил в Ленинградский институт точной механики и оптики. Получал образование по специальности «Математические и счетно-решающие приборы». Окончил институт в 1963 году с отличием. После окончания учёбы был распределен в КБ электронной техники (КБ-2) — одну из первых советских организаций, которая ведала проблемами микроэлектроники. В те времена данную организацию возглавлял известный ученый и инженер, выходец из США Филипп Старос. 1963—1974 гг. стали временем усиленной работы в Ленинградском конструкторско-технологическом бюро (министерства электронной промышленности), а затем с 1974 по 1989 гг. — в НИИ «Восход». В 1967 г. защитил кандидатскую диссертацию по вопросам программного обеспечения ЭВМ, а в 1982 г. — докторскую диссертацию по проблемам общения с ЭВМ на ограниченном естественном языке. Во времена работы в НИИ «Восход» под руководством Эдуарда Викторовича совместно со специалистами по искусственному интеллекту, программистами и лингвистами впервые в Советском союзе были разработаны промышленные системы доступа на естественном языке к большим базам данных (таким как, ПОЭТ, АИСТ, ЛИНГВИСТ).
В 1989 году Э. В. Попов вступил на должность начальника отдела в Международном центре по информатике и электронике. Вплоть до 1993 года Эдуард Викторович оставался на данной должности. Начиная с 1994 г. в течение более десяти лет работал заместителем директора Российского научно-исследовательского института информационных технологий и систем автоматизированного проектирования. В эти годы были выдвинуты идеи по созданию экспертных систем.
Э. В. Попов является одним из основателей Советской ассоциации искусственного интеллекта. Много лет он был вице-президентом. С 2001 по 2006 гг. являлся главным редактором научного журнала РАИИ «Новости искусственного интеллекта». С 2001 г. занимал должность председателя редакционного совета книжной серии «Науки об искусственном».

## Сфера научных интересов
Обработка естественного языка, общение с базами данных на ограниченном естественном языке, экспертные системы, реинжиниринг бизнес-процессов, управление знаниями.

## Труды

### Основные публикации
- Э. В. Попов. Экспертные системы, решение неформализованных задач в диалоге с ЭВМ. — М: «Наука», Главная редакция физико-математической литературы, 1987, с. 284
- Э. В. Попов. Общение с ЭВМ на естественном языке. — М: «Наука», 1982, с.360
- Э. В. Попов, И. Б. Фоминых, Е. Б. Кисель, М. Д. Шапот. Статические и динамические экспертные системы, учебное пособие. — М: «Финансы и статистика», 1996, с. 318
- Е. Г. Ойхман, Э. В. Попов. Реинжинириг бизнеса: реинжиниринг организаций и информационные технологии. — М: «Финансы и статистика», 1997, с. 334
- В. И. Дракин, Э. В. Попов, А. Б. Преображенский. Общение конечных пользователей с системами обработки данных. — М: «Радио и связь», 1988, с.288

### Книги
- Ойхман Е. Г., Попов Э. В. Реинжиниринг бизнеса: Реинжиниринг организаций и информационные технологии. — М.: Финансы и статистика, 1997. — 336 с.
- Дракин В. И., Попов Э. В., Преображенский А. Б. Общение конечных пользователей с системами обработки данных. — М: «Радио и связь», 1988. —288 с.
- Попов Э. В. Общение с ЭВМ на естественном языке. — 2-е изд. — М.: УРСС, 2004. — 360 с.
- Попов Э. В., Фирдман Г. Р. Алгоритмические основы интеллектуальных роботов и искусственного интеллекта. — М.: Наука, 1976. — 456 с.
- Попов Э. В. Общение с ЭВМ на естественном языке. — М.: Наука, 1982. — 360 с.
- Попов Э. В. Экспертные системы: Решение неформализованных задач в диалоге с ЭВМ. — М.: Наука, 1987. — 288 с.
- Искусственный интеллект. Системы общения и экспертные системы: Справочник / Под ред. Э. В. Попова. — М.: Радио и связь, 1990. — Т. 1. — 464 с.
- Статические и динамические экспертные системы: Учебное пособие / Э. В. Попов, И. Б. Фоминых, Е. Б. Кисель, М. Д. Шапот.— М.: Финансы и статистика, 1996. — 320 с.
- Popov E. V. Talking with Computers in Natural Language.— Berlin, Heidelberg: Springer-Verlag, 1986.— 308 pp.
- Popov E. V. Talking with Computers in Natural Language. — 2nd edition. — Berlin, Heidelberg: Springer-Verlag, 2011.— 308 pp.